# Expédition antarctique norvégo-britannico-suédoise
 (mars 2023).
Si vous disposez d'ouvrages ou d'articles de référence ou si vous connaissez des sites web de qualité traitant du thème abordé ici, merci de compléter l'article en donnant les références utiles à sa vérifiabilité et en les liant à la section « Notes et références ».
L'Expédition antarctique norvégo-britannico-suédoise (Norwegian-British-Swedish Antarctic Expedition en anglais, NBSX ou NBSAE) est une expédition scientifique menée entre 1949 et 1952 dans la Terre de la Reine-Maud, en Antarctique.
Commandée par John Schjelderup Giæver, elle est la première à déterminer que le niveau de la mer est principalement dépendant de l'état de la glace en Antarctique et que l'Afrique du Sud avait été reliée à la Terre de la Reine-Maud.
La Médaille Maudheim est créée en 1951 pour récompenser les membres de cette expédition. 